# Polypedilum lumiense
Polypedilum lumiense är en tvåvingeart som först beskrevs av Jean-Jacques Kieffer 1913.  Polypedilum lumiense ingår i släktet Polypedilum och familjen fjädermyggor.
Artens utbredningsområde är Kenya. Inga underarter finns listade i Catalogue of Life.